# Max Liebermann
Max Liebermann (n. 20 iulie 1847, Berlin, Regatul Prusiei – d. 8 februarie 1935, Berlin, Germania Nazistă) a fost un pictor german de origine evreiască. Fiul unui om de afaceri evreu din Berlin, Liebermann a studiat mai întâi dreptul și filozofia, iar apoi pictura și desenul în 1869 la Weimar, în 1872 la Paris și între 1876-77 în Olanda. Deși a locuit și a lucrat o perioadă în München, s-a întors în cele din urmă în Berlin în 1884 și a lucrat acolo pentru tot restul vieții.
Liebermann a creat picturi având ca subiect persoane din țara sa, din viața sa, care au avut legătură cu activitatea sa. Într-o perioadă mai târzie el a devenit un reprezentant de seamă al curentului din pictură numit "Impresionismul german", împreună cu Lovis Corinth și Max Slevogt. Dar Liebermann a fost și colecționar de artă, fiind bine-înstărit. Colecția sa de tablouri impresioniste franceze era deosebit de valoroasă. El însuși a folosit deseori pentru tablourile sale motive din viața concetățenilor săi, precum și priveliști din grădina sa de la lacul Wannsee. În Berlin el și-a creat o mare faimă și ca maestru portretist.

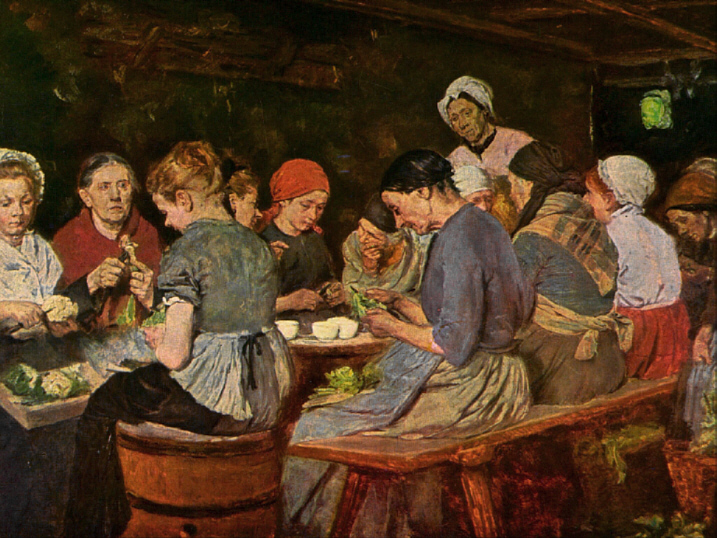
O pictură din 1879

Între 1899 și 1911 Liebermann a condus curentul artistic "Secesiunea berlineză". Începând din 1920 a fost președintele Academiei prusace de arte. În 1932 a demisionat din această funcție, deoarece sub influența hitleriștilor Academia hotărâse să nu mai expună tablourile pictorilor evrei, iar lui însuși i s-a interzis să mai picteze. Se spune că, atunci când a văzut naziști în marș prin Poarta Brandenburg sărbătorind preluarea puterilor de către Hitler, Liebermann ar fi exclamat "Nu e posibil să mănânc îndeajuns ca să vărs atâta cât aș vrea!" (expresie germană).

## Galerie de imagini

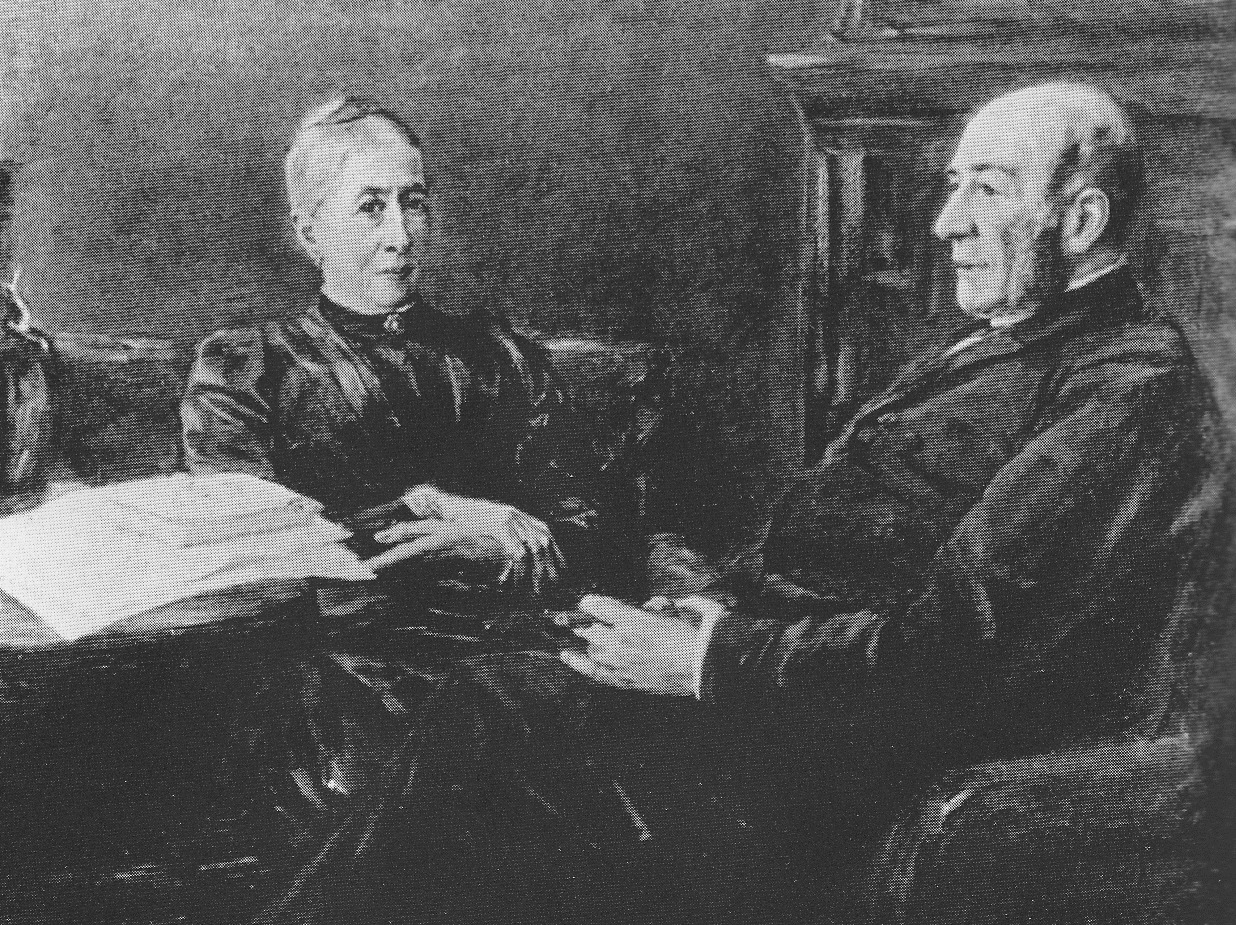
Părinții lui Max Liebermann
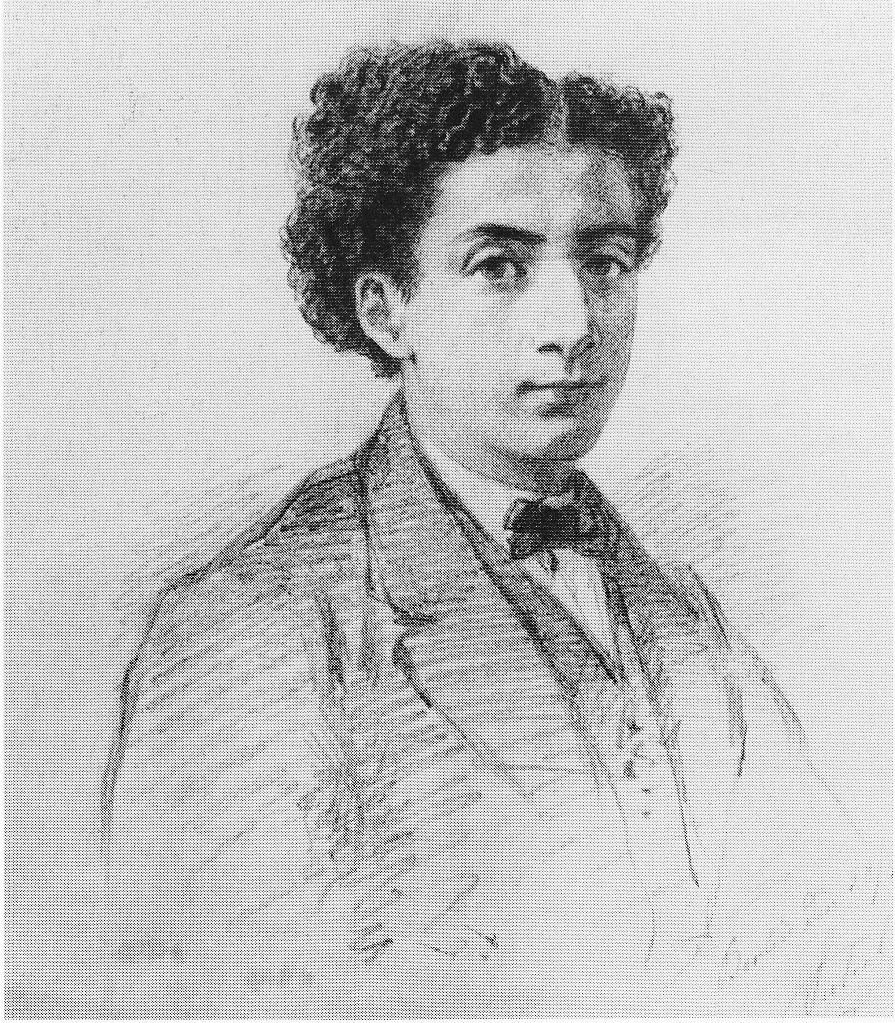
Max Liebermann la 16 ani, realizat în 1863 de Nathaniel Sichel
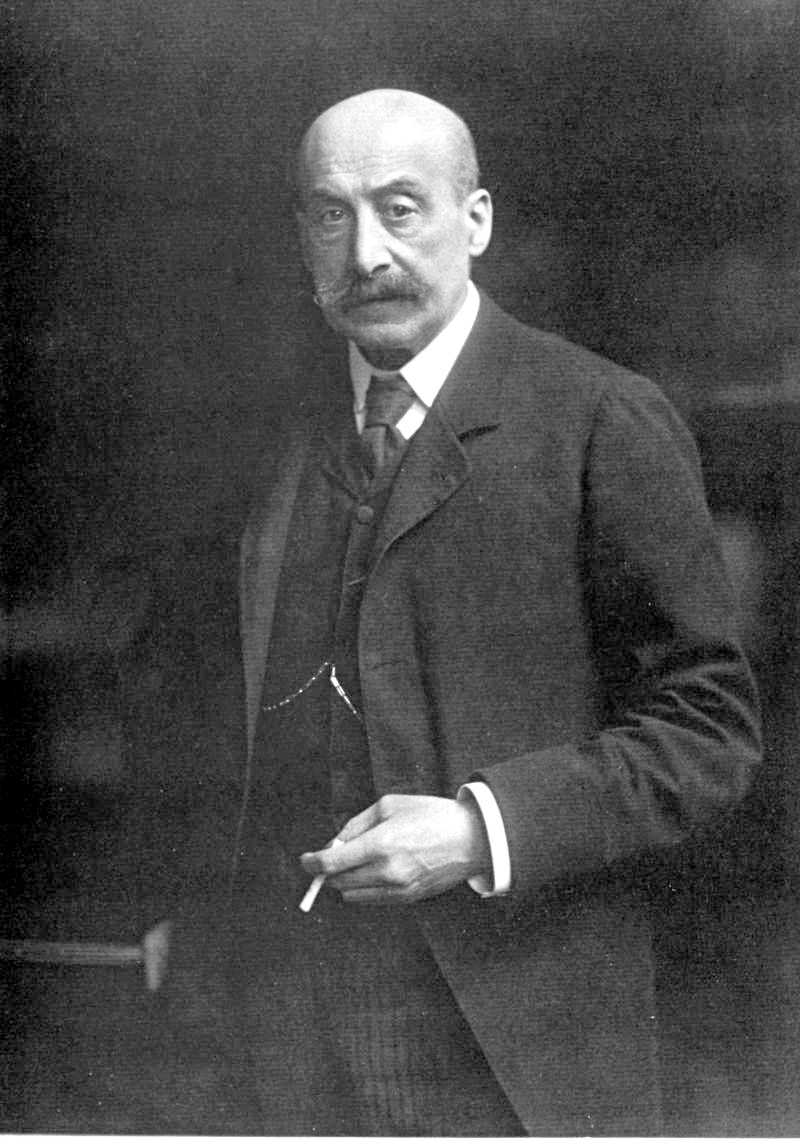
Max Liebermann în 1904
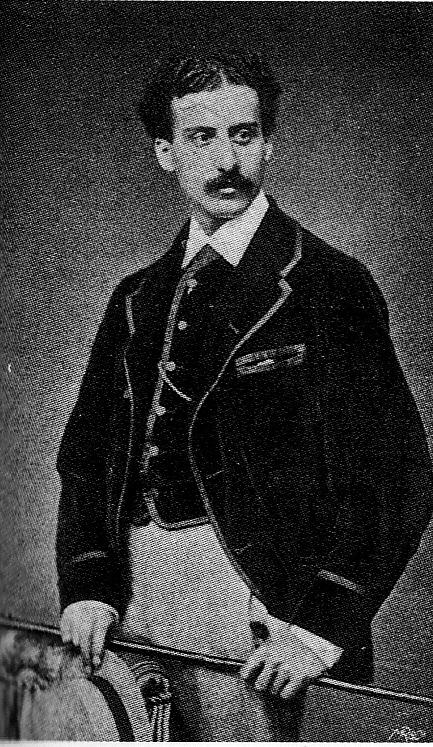
Max Liebermann la 25 de ani
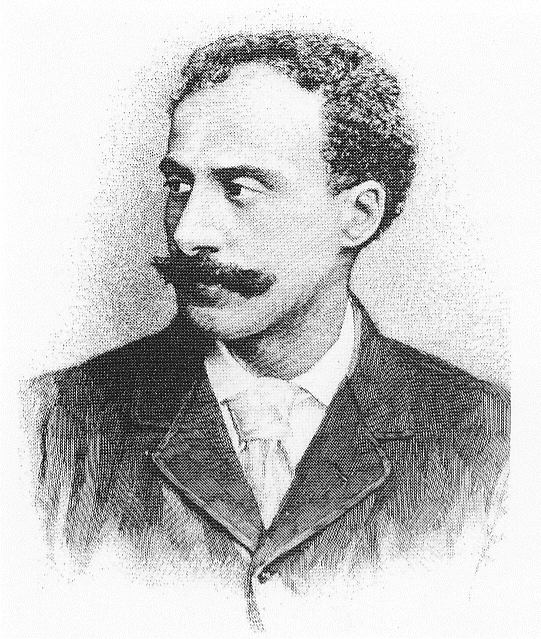
Max Liebermann la 35 de ani
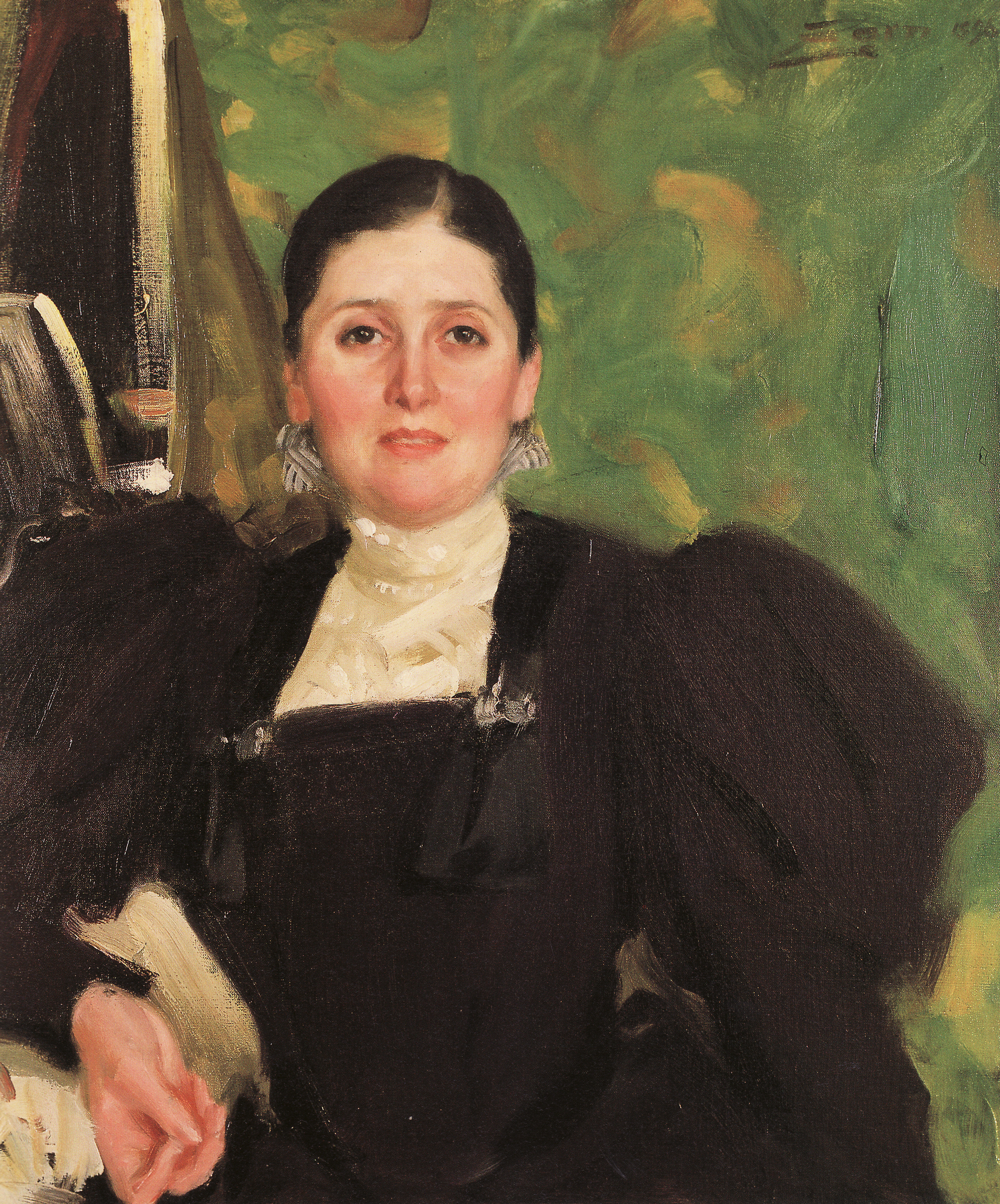
Portretul Marthei Liebermann, născută Marckwald, 1896
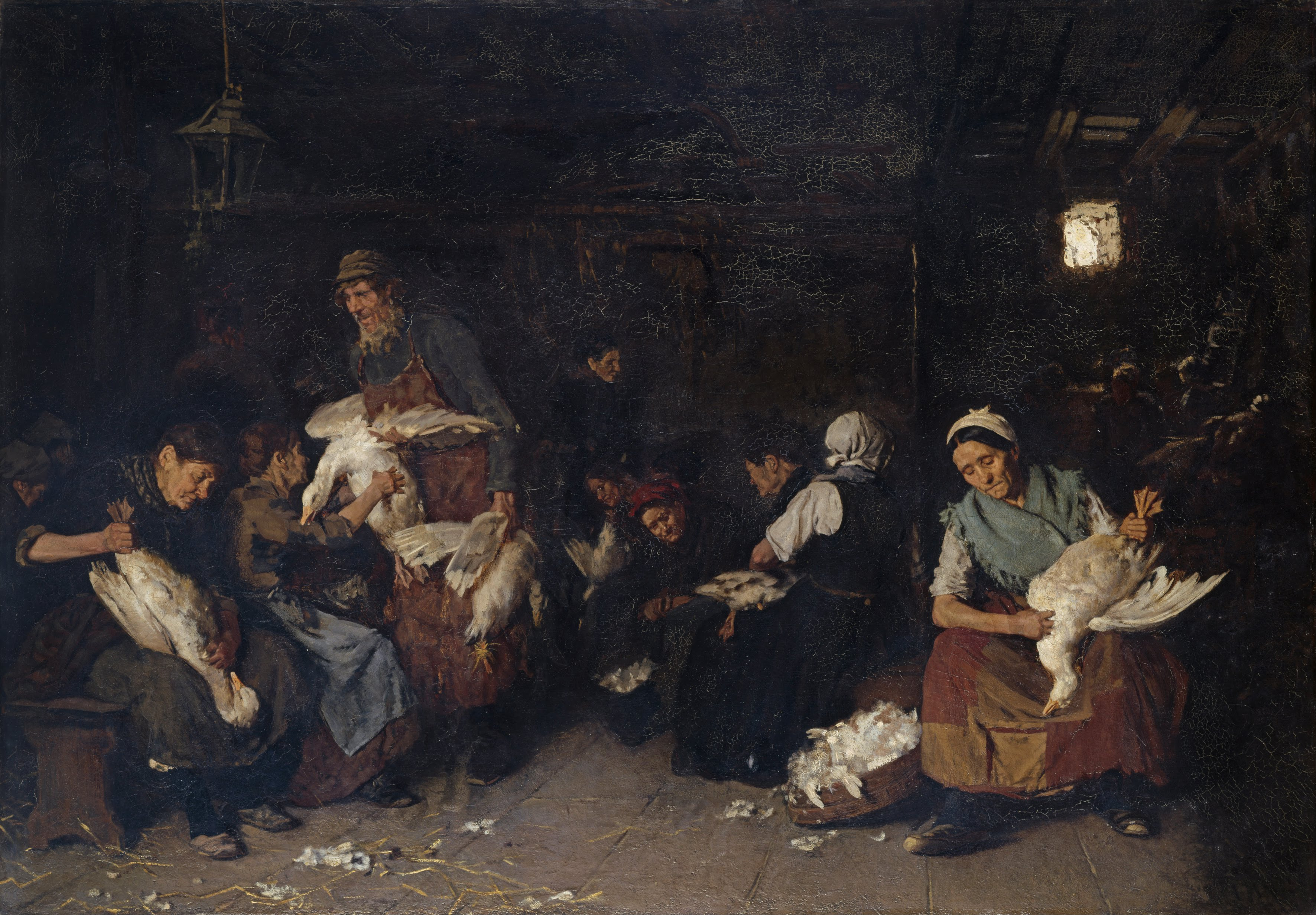
„Femei jumulind gâștele”, 1872
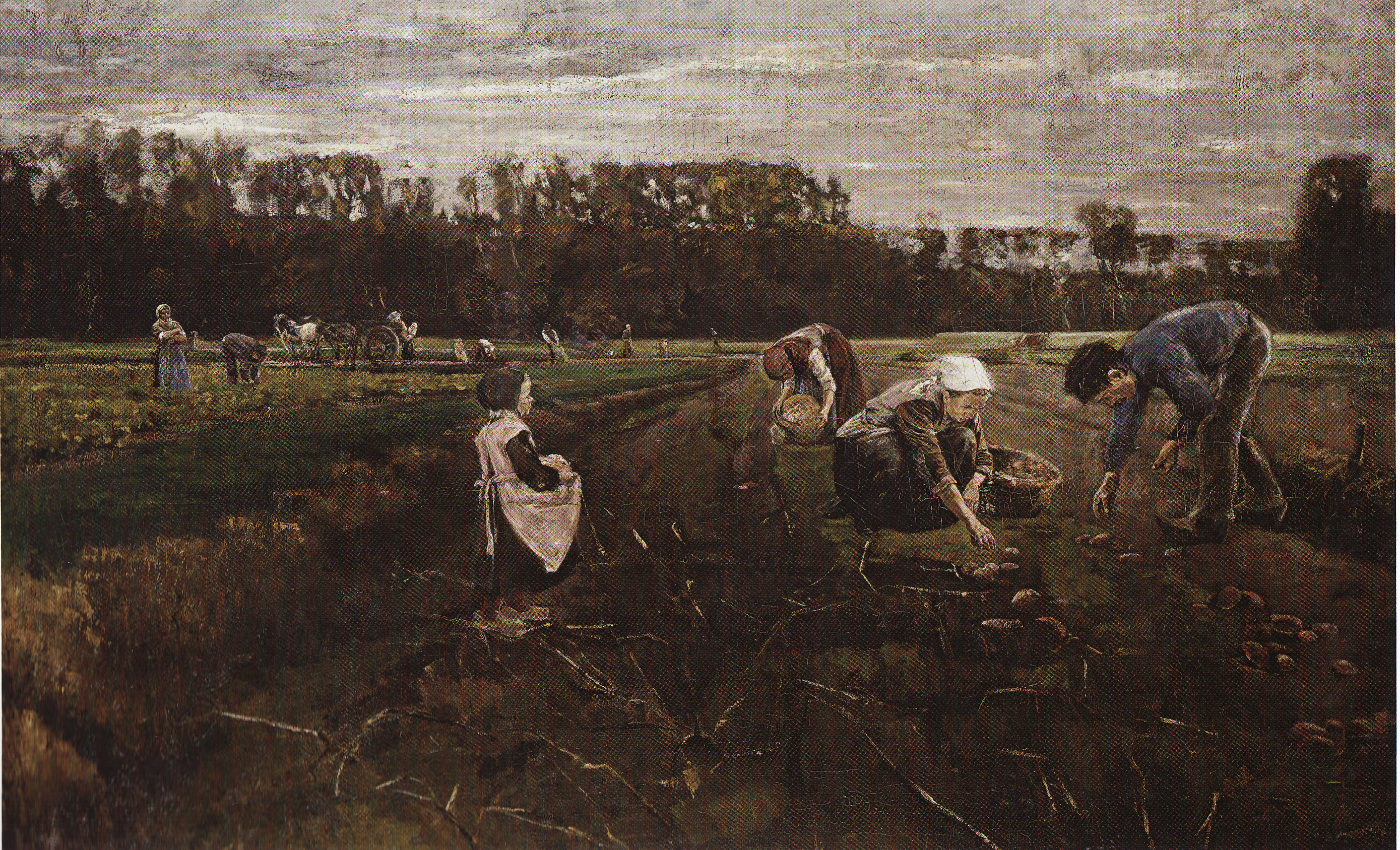
„Recoltând cartofi la Barbizon”
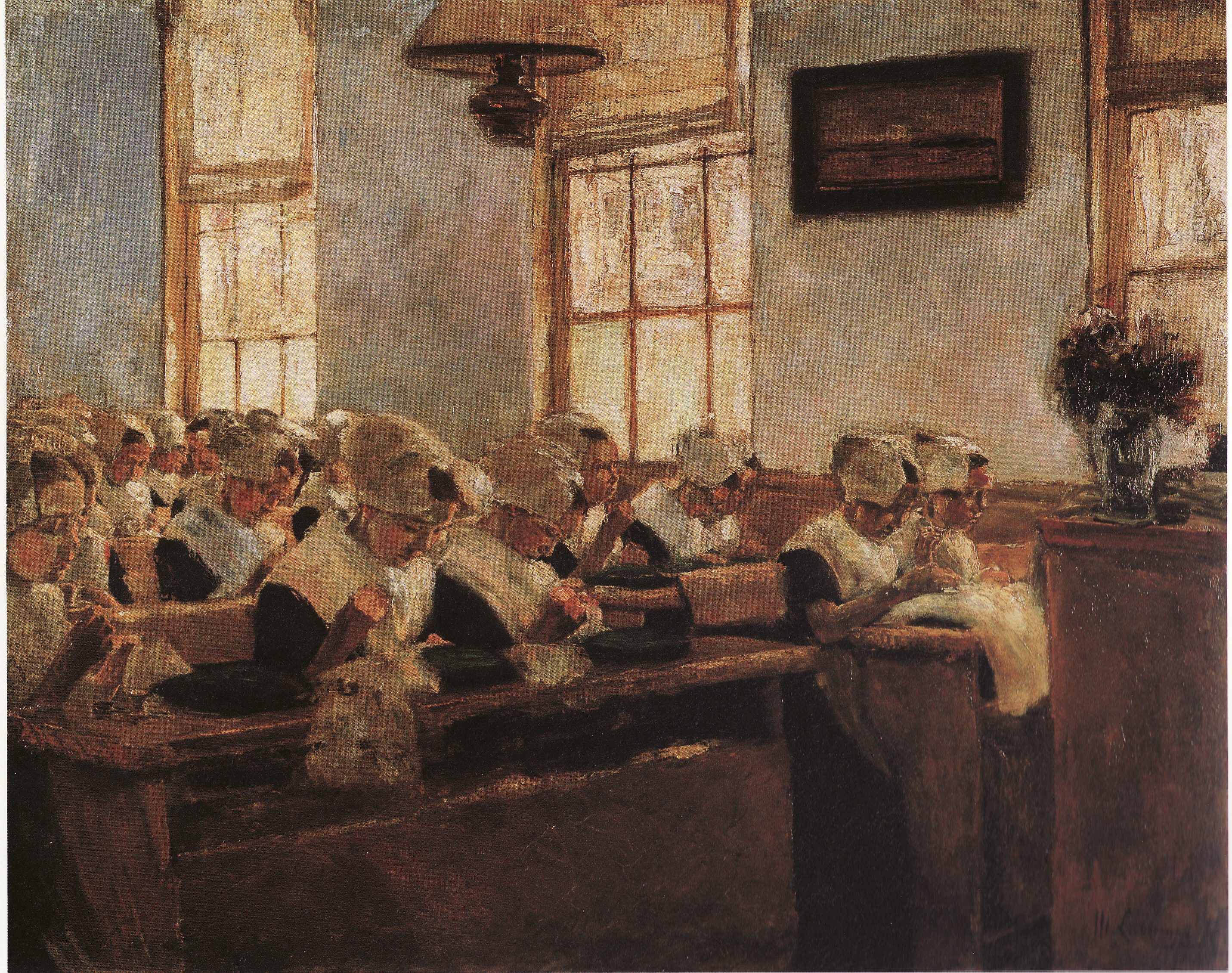
„Cusătorese olandeze”, 1876
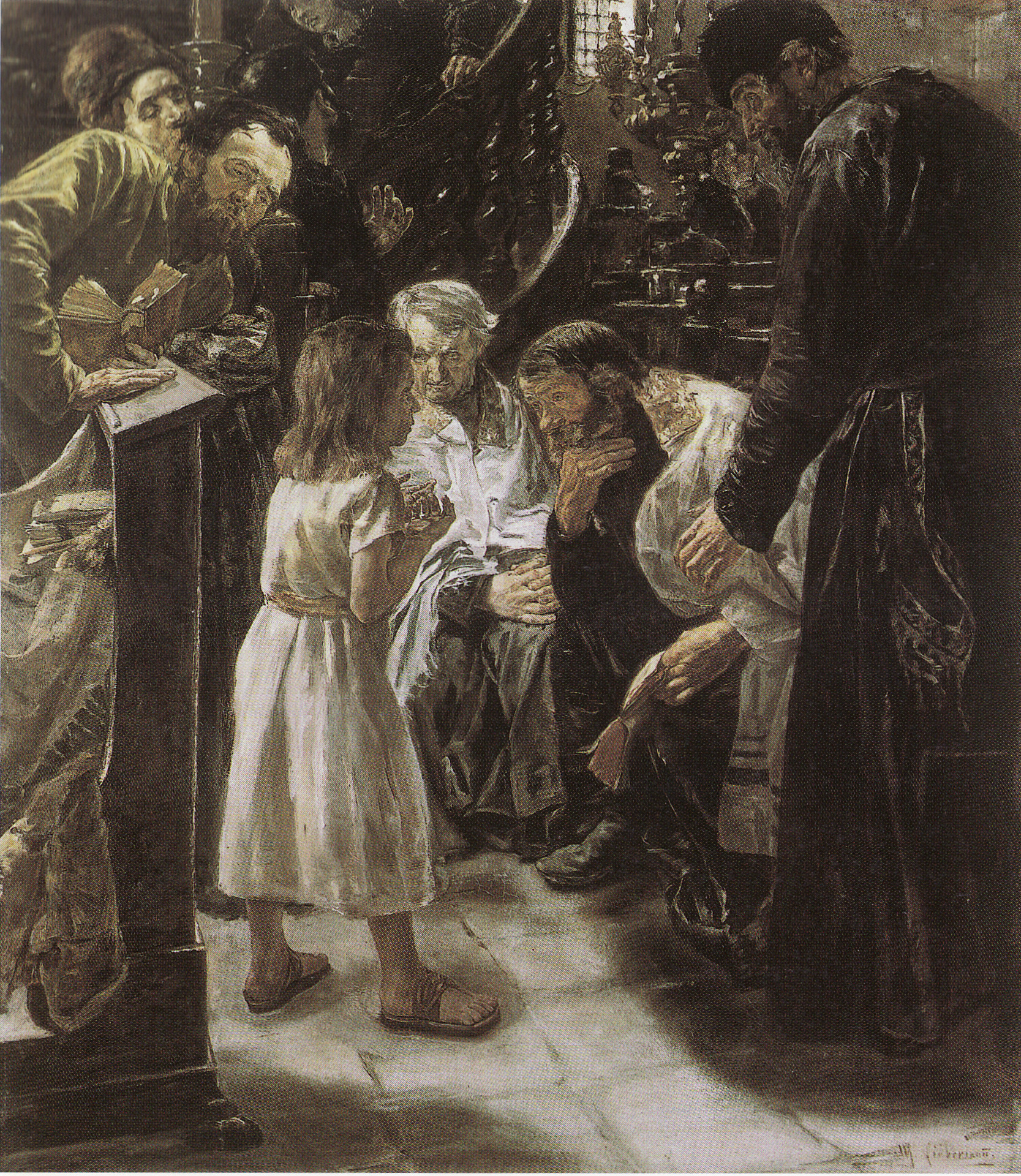
„Copilul Isus în Templu”, 1879